# Jean Devaines
Jean Devaines ou Devaisnes (v. 1735 à Paris - 16 mars 1803) est un homme de lettres et grand commis de l'État français.

## Biographie
Il est parent d'Eusèbe de Salverte et ami de Julie de Lespinasse. Il est premier commis des finances sous Turgot, puis administrateur des domaines et receveur des finances. Il est ensuite membre du Comité de la trésorerie générale de 1791 à 1793 et conseiller d'État en 1800. Il est élu membre de l'Académie française en 1803 et meurt deux mois après.
Il tient à Paris un salon où se rendent la plupart des littérateurs de son temps. « La Harpe et Suard, ses intimes, ont recueilli la plupart de ses opuscules, l'un dans la Correspondance, l'autre dans ses Mélanges de littérature. Ce sont de petits fragments, mais qui décèlent volontiers l'écrivain et le penseur : De Buffon et de Rousseau ; Nouvelles considérations sur les mœurs ; De la Médiocrité ; Des Théophilanthropes ».
Suard disait de lui : « Il a peu écrit, et ce qu'il a écrit n'est guère connu que des littérateurs érudits ; mais ceux qui ont lu les petits ouvrages échappés à sa plume ne peuvent qu'être frappés des idées fines et ingénieuses, de ce goût pur et de ce tact délicat des convenances, de cette fleur de littérature, de ce style concis sans sécheresse et animé sans effort, qui distinguent les productions de cet esprit aimable et facile. »

## Publications
- Des états-généraux et principalement de l'esprit qu'on doit y apporter (1789). Texte en ligne :
- Des moyens d'assurer le succès et la durée de la Constitution 1790
- Recueil de quelques articles tirés de différents ouvrages périodiques (1799)